# Lang-8
Lang-8（日语：らんげーと），是由株式会社Lang-8运营的一所语言学习SNS网站。公司总部位于日本东京都涩谷区惠比寿南2-19-7。2007年由时为京都大学工学部学生的喜洋洋（き ようよう）开设。2024年2月29日，网站被彻底关闭并重定向至HiNative。

## 概要
Lang-8的主要服务模式是，由用户用学习中的外语写作文章，交给以此种外语为母语的其他国人批改。用户自身亦可以修改其他国人所写的文章。虽然是日本公司开发的网站，但用户遍布全球。网站提供需付费的高级服务，可以保存历史文章、优先在网站上显示自己的作文等。

## 历史
Lang-8的创始人喜洋洋出生于中国江苏省，4岁之后在日本生活，大二的时候在上海交通大学留学一年，在留学期间通过写日记的方法学习中文，写完日记后拜托中国朋友修改，反过来他的中国朋友也让他帮助修改日语。回到日本后，当时类似于mixi这样的SNS网站开始流行起来，这也直接促使喜洋洋使用SNS搭建一个关于语言学习的网站。2006年8月，喜洋洋和同学松本一辉基于OpenPNE开发了lang-8网站的雏形。2007年，喜洋洋开设株式会社Lang-8并担任董事长。截至2014年，网站拥有至少75万用户，覆盖190多个国家和地区，有90多种语言使用。
2014年推出语言问答服务HiNative。
2017年2月起，网站停止了新用户的注册，据开发者的博客，停止注册的原因是公司规模太小，没有足够的资源处理垃圾信息发送者和机器人，主要功能也都转移到了HiNative。2024年2月29日，lang-8被彻底关闭，重定向至HiNative。

## 奖项
2009年，lang-8.com在致力于展示创新初创互联网服务的Wish2009中获ITmedia奖。

## 相关链接
- Lang-8 （页面存档备份，存于）
- HiNative （页面存档备份，存于）